# Enzklösterle
Enzklösterle là một thị xã trong huyện Calw bang Baden-Württemberg thuộc nước Đức. Đô thị Enzklösterle có diện tích 20,2 km², dân số thời điểm 31 tháng 12 năm 2020 là 1240 người.

## Địa lý

### Vị trí địa lý
Đây là một khu nghỉ mát được nhà nước công nhận là có không khí tốt, nằm ở độ cao từ 560 tới 917 m.
Xã có tổng cộng 2020 ha, 1790 ha (88 %) là rừng, 6 % được dùng trong nông nghiệp, phần còn lại là khu nhà ở và đường xá.

### Xã lân cận
Xã có biên giới về phía bắc và phía đông với thị xã Bad Wildbad, về phía đông nam với Simmersfeld, phía tây nam với Seewald thuộc huyện Freudenstadt (huyện) và ở phía tây với Gernsbach và Forbach thuộc huyện Rastatt (huyện).

## Hình ảnh

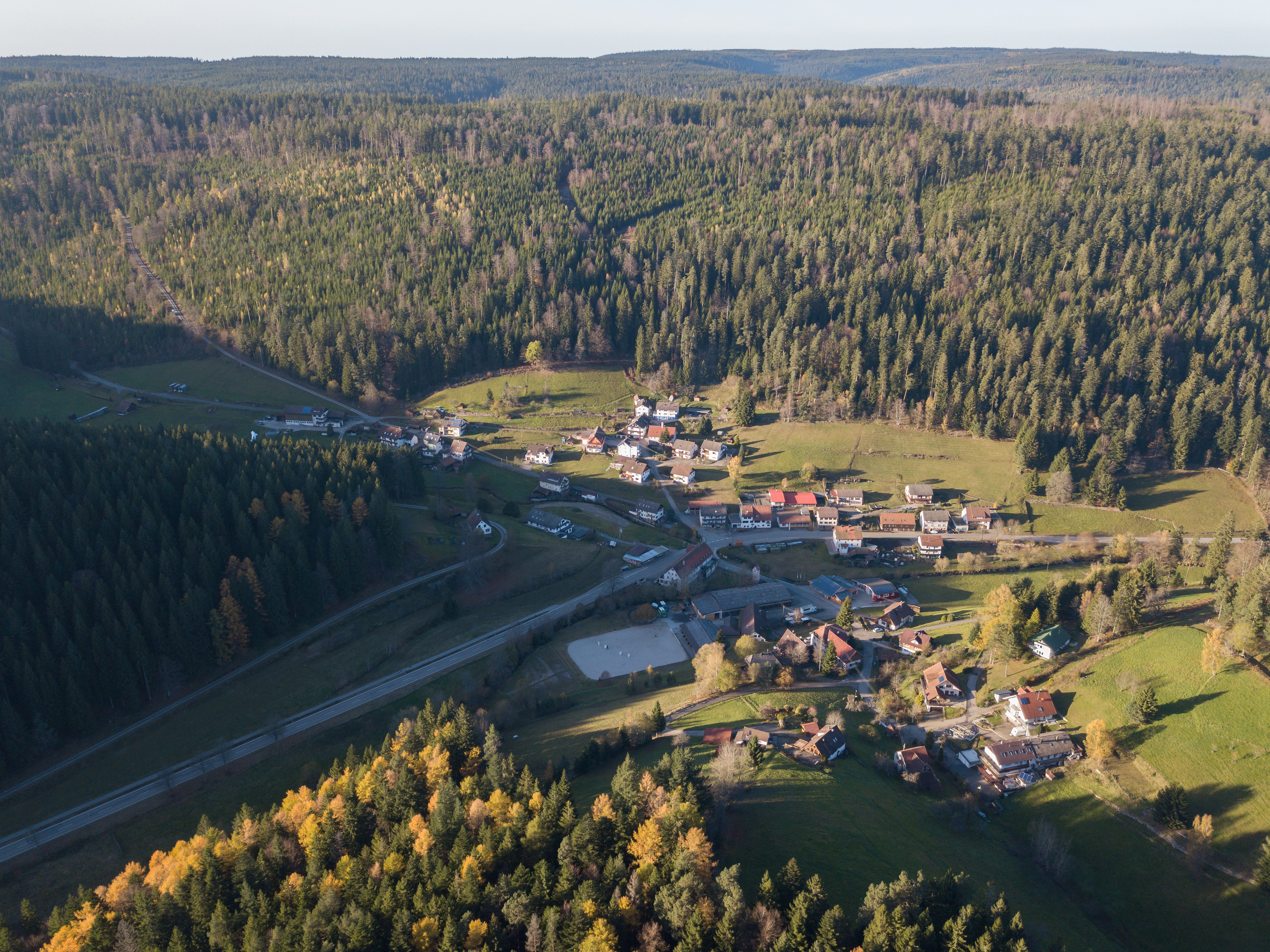
Làng Gompelscheuer (nhìn từ trên không)
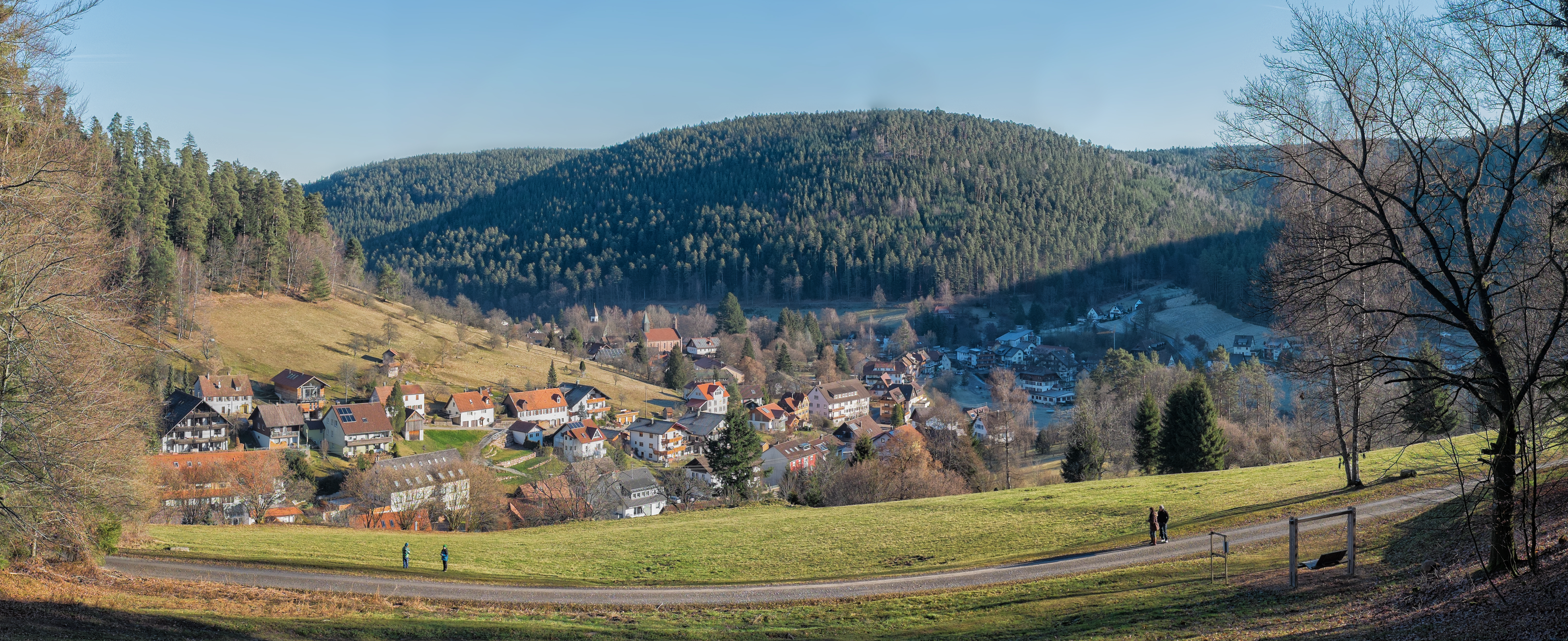
Nhìn từ chân của Hirschkopf tới Enzklösterle và Schöllkopf
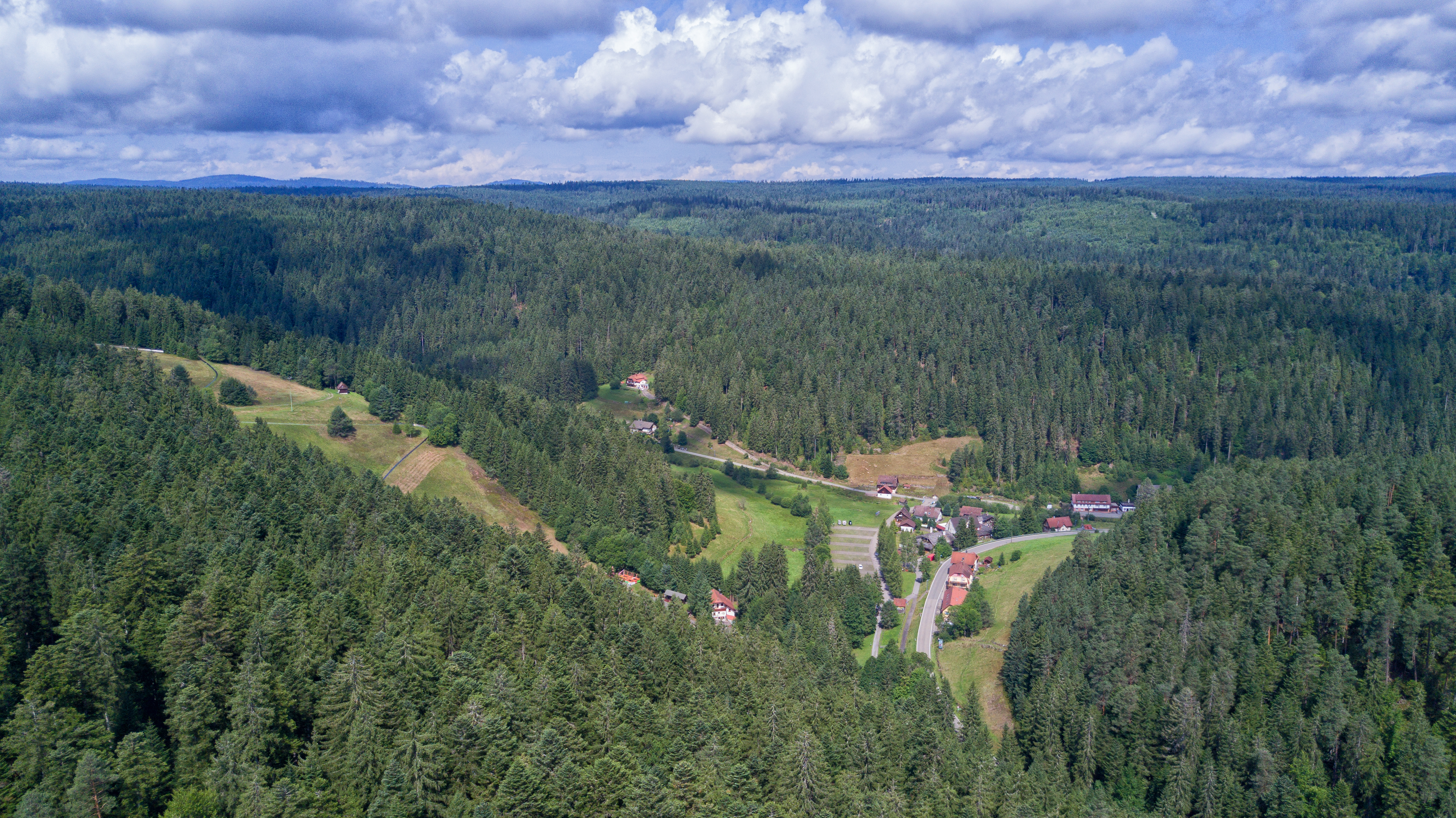
Nhìn xuống Poppeltal
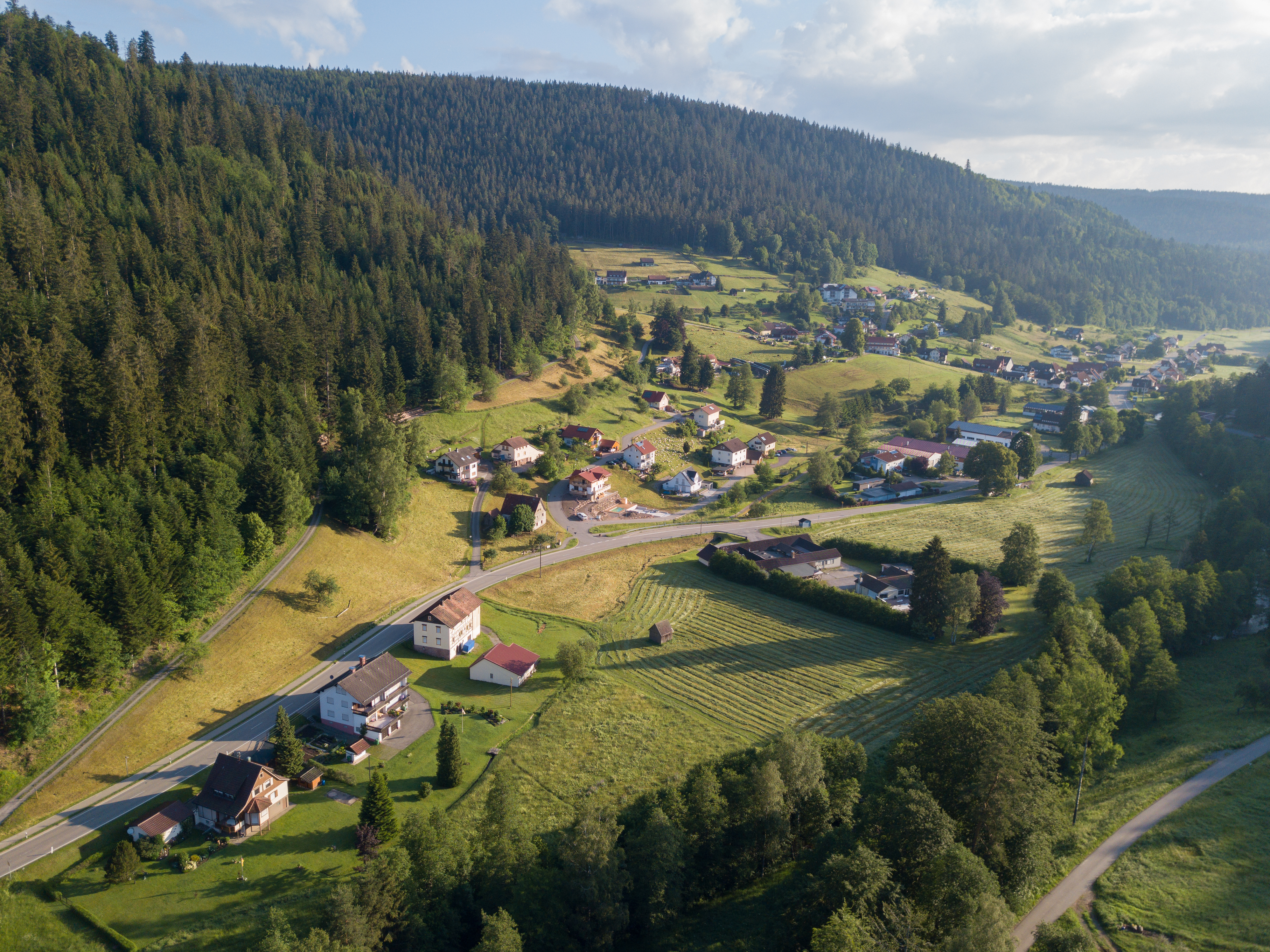
Nhìn xuống Nonnenmiß